# Ruine Alt-Bichelsee
Alt-Bichelsee ist der Burgstall einer Höhenburg in der Gemeinde Bichelsee-Balterswil im Schweizer Kanton Thurgau.

## Beschreibung
Die Burgstelle befindet sich auf einem Berggrat direkt im Westen des Dorfes Bichelsee. Es handelte sich dabei um eine mehrgliedrige Anlage auf zwei Geländestufen, wobei die eigentliche Hauptburg auf einem sehr steilen schmalen Grat stand und somit bestimmt wenig komfortabel sein konnte. Heute ist kein Mauerwerk mehr zu sehen, lediglich ein Wall und Graben der Unterburg gegen das Dorf hin sowie ein gewaltiger Graben, der die Hauptburg gegen die Bergseite schützte, sind noch zu sehen.

## Geschichte
Im Jahre 1209 wird zum ersten Mal das Geschlecht der Herren von Bichelsee urkundlich erwähnt. Dies waren die Brüder Walter der Erste und Eberhard der Erste. Die beiden gehörten zum niedrigen Adel und waren Dienstleute des Klosters St. Gallen.
Im Jahre 1250 wurde die Burg Neu-Bichelsee gebaut, und Eberhard der Erste von Bichelsee gründete das Kloster Tänikon. 23 Jahre später wurde die Burg Neu-Bichelsee von Rudolf von Habsburg angezündet und danach nie wieder aufgebaut. In der Schlacht am Morgarten, im Jahre 1315, fielen drei Ritter des Geschlechts von Bichelsee.
1358 musste man die Burg Alt-Bichelsee aus finanziellen Gründen an Hermann den IV. von Landenberg-Greifensee verkaufen. 1407 wurde die Burg durch die Appenzeller angezündet. Sie wurde kurz darauf wieder aufgebaut.
Im Jahre 1421 musste Alt-Bichelsee wiederum weiterverkauft werden, und zwar an das Kloster Fischingen. Die Burg wurde darauf von einem Arzt aus Fischingen bewohnt, bis sie nach und nach verfiel. Die letzten Reste der Ruine wurden 1864 für den Bau der Dorfkirche verwendet.